# Процьвін
Процьвін (пол. Proćwin) — село в Польщі, у гміні Конське Конецького повіту Свентокшиського воєводства.
Населення — 397 осіб (2011).
У 1975-1998 роках село належало до Келецького воєводства.

## Демографія
Демографічна структура на день 31 березня 2011 року:
|          | Загалом | Допрацездатний вік | Працездатний вік | Постпрацездатний вік |
| -------- | ------- | ------------------ | ---------------- | -------------------- |
| Чоловіки | 191     | 33                 | 135              | 23                   |
| Жінки    | 206     | 39                 | 124              | 43                   |
| Разом    | 397     | 72                 | 259              | 66                   |